# شوک سرما

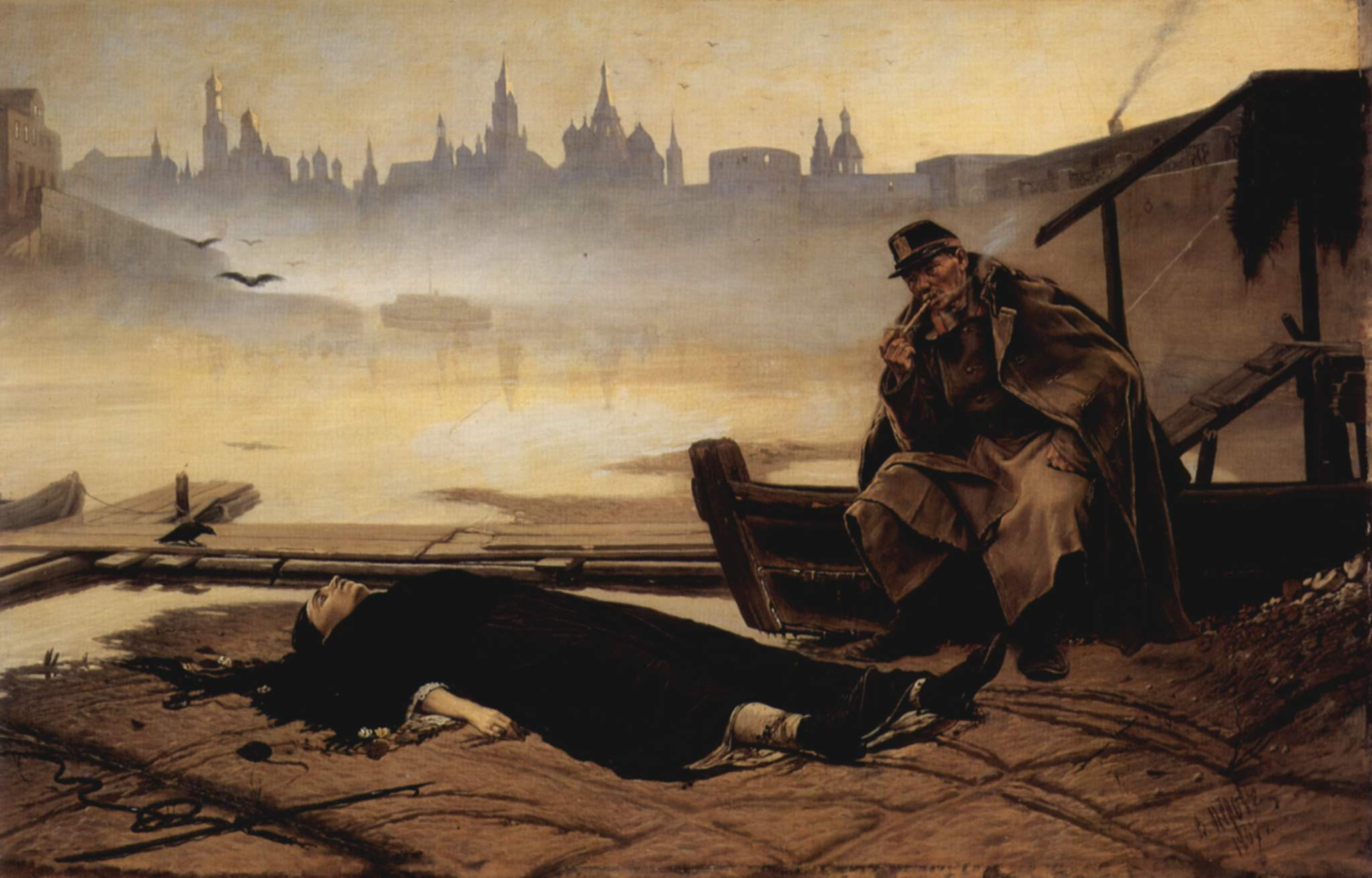
مغروق، اثر واسیلی پروف

شوک سرما (انگلیسی: Cold shock response) گاهی با عنوان واکنش شوک سرما هم شناخته می‌شود، اشاره به مجموعه پیام‌های عصبی رفت‌وبرگشتی قلب و سیستم تنفسی در واکنش به غوطه‌ور شدن ناگهانی در آب سرد است. غوطه‌ور شدن در آب سرد، همانند سقوط و غرق‌شدگی ناخواسته در یخ‌های نازک دریاچه یا رودخانه در زمستان، شایع‌ترین دلیل مرگ‌ومیرها به واسطه شوک سرما است. شوک فوری سرما باعث استنشاق غیر ارادی می گردد که اگر فرد در همان لحظه در زیر آب باشد، می‌تواند منجر به غرق‌شدن قربانی شود. آب سرد همچنین به دلیل انقباض عروق می‌تواند باعث حمله قلبی گردد.